# Plicaherpia
Plicaherpia is een geslacht van wormmollusken uit de  familie van de Phyllomeniidae.

## Soort
- Plicaherpia papillata Garcia-Álvarez, Zamarro & Urgorri, 2010